# Hedvábnicovití
Hedvábnicovití (Colletidae) jsou čeleď včel z řádu blanokřídlých. Zahrnuje 5 podčeledí s celkem 54 rody a asi 2000 druhy. Vyskytuje se po celém světě, ale nejbohatší na druhy je v Jižní Americe a Austrálii. V Austrálii k ní patří více než 50 % vyskytujících se druhů včel. V mírném pásmu severní polokoule se vyskytují pouze dva rody: hedvábnice (Colletes) a maskonoska (Hylaeus).
Čeleď Colletidae byla kdysi považována za nejprimitivnější čeleď včel, což je však v současné době silně zpochybňované fylogenetické zařazení.

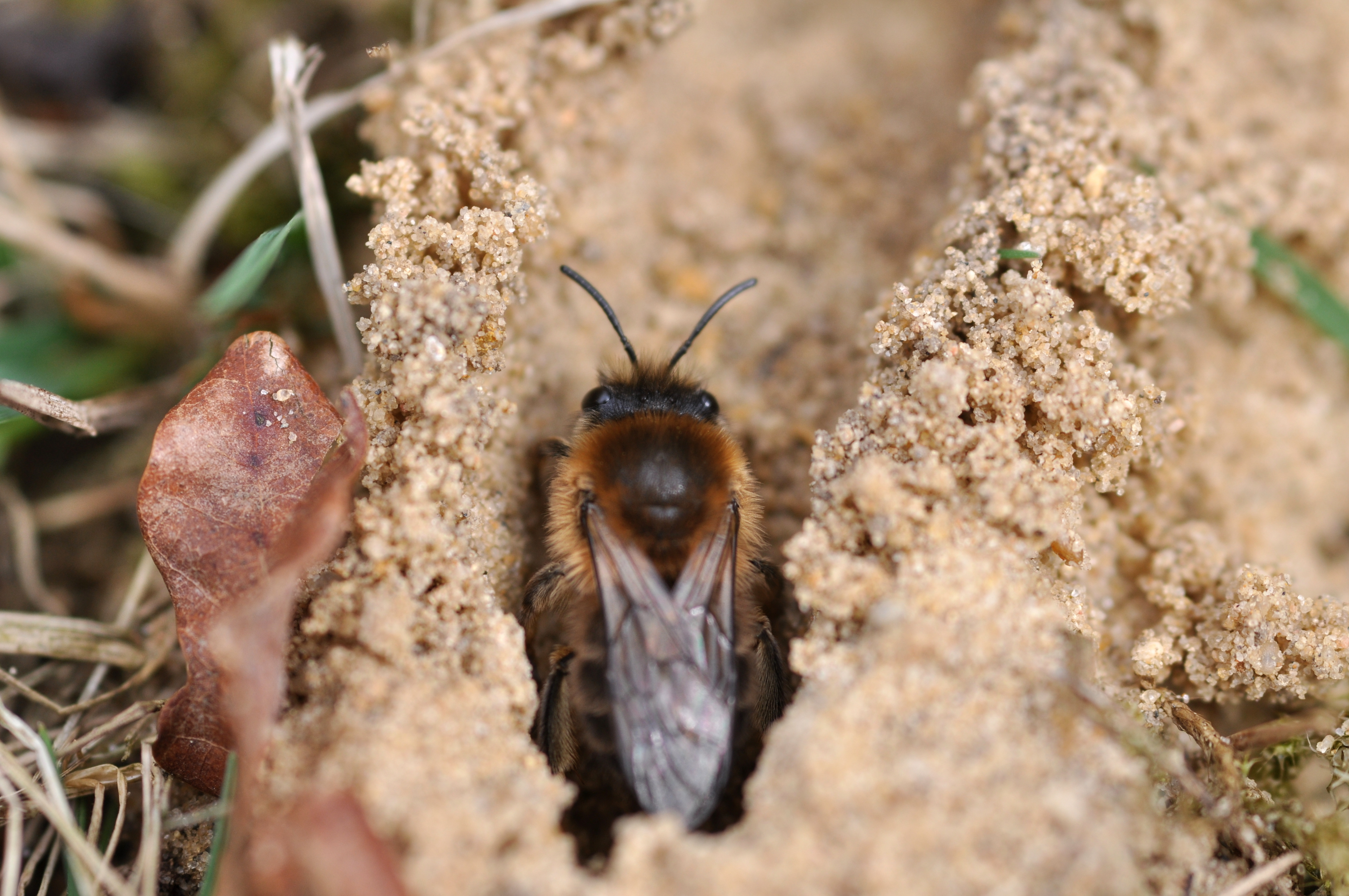
Hedvábnice hrabavá (Colletes cunicularius) je poměrně běžnou jarní včelou i v ČR

## Popis
Jedná se o poměrně rozmanitou skupinu včel. Vyskytují se včely velmi malé (několik milimetrů) až středně velké (15–18 mm). Břicho může být téměř úplně bez srsti, ale také dlouze osrstěné. Charakteristický je krátký široký jazyk, který je na předním konci rozšířený, někdy rozšířený do dvou špiček; jsou tedy potravně specializovány na rostliny s krátkými, mělkými kalichy.
Dvě z podčeledí, Euryglossinae a Hylaeinae, postrádají vnější aparát na přenášení pylu – ochlupené nohy, který je jinak charakteristický pro většinu včel, a pyl přenášejí ve volátku.

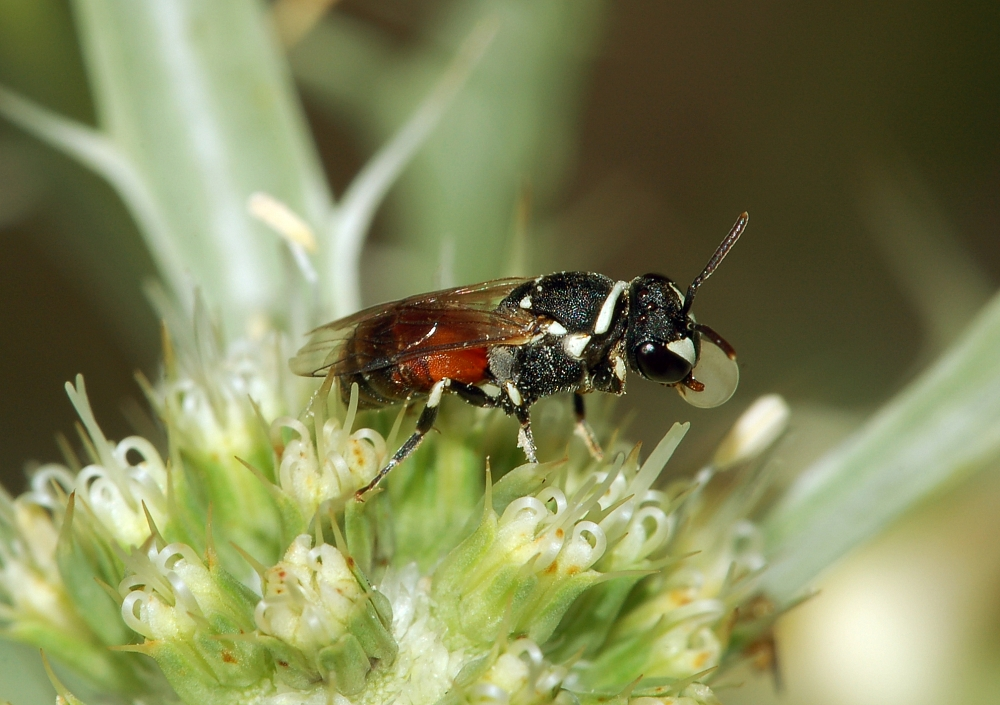
Maskonoska (Hylaeus sp.)

## Způsob života
Včely této čeledi jsou vždy samotářské. Hnízdí v již hotových dutinách nad zemí, jako jsou stébla rostlin či chodbičky dřevokazného hmyzu, nebo si hloubí hnízda v zemi. Samičky kladou vajíčka do snůškových buněk, které potírají jemným ochranným povlakem ze žlázového sekretu; ten se chemicky skládá z polyesterů (u hedvábnic) nebo z bílkovin (u maskonosek). Tento povlak je voděodolný a pravděpodobně zabraňuje vysychání směsi pylu a nektaru, která je potravou larev.